# Eupithecia persidis
Eupithecia persidis  (лат.) — вид бабочек-пядениц (Geometridae). Иран (провинция Мазендеран, на высоте 2400 м).
Размах крыльев 16,5—19 мм. Передние крылья палево-серые с желтоватыми отметинами черновато-серыми поперечными линиями. Задние крылья светло-серые с черновато-серыми поперечными линиями. Нижнегубные щупики короткие, меньше диаметра глаза. Сходен с видом E. siata Brandt, 1938. Название E. persidis происходит от слова Персия. Вид был описан в 2012 году российским энтомологом Владимиром Мироновым (ЗИН РАН, Санкт-Петербург) и немецким лепидоптерологом Ульрихом Ратцелем (Ulrich Ratzel; Карлсруэ)
.